# Gaither Vocal Band

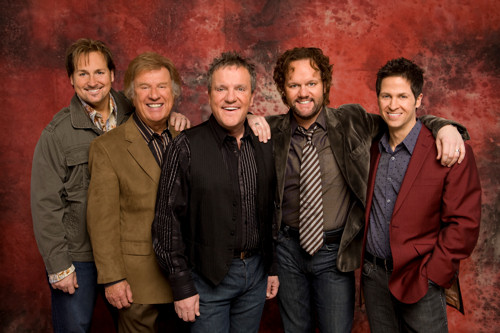
Gaither Vocal Band »reunited«, erstmals als Quintett und mit einigen zurückgekehrten Mitgliedern, im Jahr 2009: Michael English, Billy Gaither, Mark Lowry, David Phelps, Wes Hampton (v. l. n. r.).

Gaither Vocal Band ist eine US-amerikanische Gesangsgruppe aus dem Bereich der Gospelmusik, die anfangs als Quartett agierte und seit 2009 als  Quintett tätig ist.

## Geschichte
Bill Gaither, der 1956 bereits The Gaither Trio ins Leben gerufen hatte, gründete die Band unter der ursprünglichen Bezeichnung The New Gaither Vocal Band, unter der sie zwischen 1981 und 1984 insgesamt drei Alben herausbrachte. Ihr 1986 publiziertes viertes Album brachte die Gruppe bereits unter ihrer verkürzten und noch heute gebräuchlichen Bezeichnung heraus.

## Alben
- 1981: The New Gaither Vocal Band
- 1983: Passin´ The Faith Along
- 1984: New Point of View
- 1986: One X 1
- 1988: Wings
- 1990: A Few Good Menschen
- 1991: Homecoming
- 1993: Southern Classic
- 1993: Peace Of The Rock
- 1994: Testify
- 1995: Southern Classics Volume II
- 1997: The Best From The Beginning
- 1997: Bill Gaither & The Gaither Vocal Band: Lovin´ God and Lovin´ Each Other
- 1997: Back Home In Indiana
- 1998: The Gaither Vocal Band and Friends: Hawaiian Homecoming
- 1998: Still The Greatest Story Ever Told
- 1999: God Is Good
- 2000: I Do Believe
- 2002: Everything Good
- 2003: A Cappella
- 2005: Bill Gaither Trio & Gaither Vocal Band CD 2
- 2006: Give It Away
- 2007: Gaither Vocal Band and Ernie Haase & Signature Sound: Together
- 2008: Christmas Gaither Vocal Band Style
- 2008: Lovin´ Life
- 2010: Reunited
- 2010: Better Day
- 2010: Greatly Blessed
- 2011: I Am A Promise
- 2012: Pure And Simple
- 2014: Hymns
- 2014: Sometime It Takes A Mountain
- 2015: Happy Rhythm
- 2015: Christmas Collection
- 2016: Better Together
- 2017: We Have This Moment
- 2019: Reunion Live
- 2022: Let´s Just Praise The Lord

## Die Mitglieder der Gaither Vocal Band
Die nachstehende Auflistung der Mitglieder erfolgt in chronologischer Reihenfolge nach dem Jahr des Eintritts und innerhalb desselben Jahres in alphabetischer Reihenfolge des jeweiligen Familiennamens:
- Bill Gaither (seit 1981)
- Steve Green (1981–1983)
- Gary McSpadden (1981–1988)
- Lee Young (1981–1982)
- Jon Mohr (1982–1985)
- Larnelle Harris (1983–1987)
- Michael English (1985–1994, 2009–2014)
- Lemuel Miller (1987)
- Jim Murray (1987–1992)
- Mark Lowry (1988–2001, 2009–2014)
- Terry Franklin (1992–1994)
- Buddy Mullins (1994)
- Jonathan Pierce (1994–1995)
- Guy Penrod (1995–2009)
- David Phelps (1997–2005, 2009–2017)
- Russ Taff (2001–2004)
- Marschall Hall (2004–2009)
- Wes Hampton (seit 2005)
- Adam Crabb (seit 2014)
- Todd Suttles (seit 2014)
- Reggie Smith (seit 2017)

## Auszeichnungen
Die Gruppe wurde insgesamt elfmal für einen Grammy als „Best Gospel Performance“ nominiert und konnte zwei Auszeichnungen gewinnen, die sie 1992 und 2009 für ihre Alben „Homecoming“ und „Lovin´ Life“ erhielt.